# Vincent Kibet Keter
Vincent Kibet Keter (né le 11 mars 2002) est un athlète kényan, spécialiste des courses de demi-fond.

## Biographie
Il remporte le 1 500 m des championnats du monde juniors de 2021, à Nairobi au Kenya, en 3 min 37 s 24.

## Palmarès
| Date | Compétition                    | Lieu    | Résultat | Épreuve | Temps         |
| ---- | ------------------------------ | ------- | -------- | ------- | ------------- |
| 2021 | Championnats du monde juniors  | Nairobi | 1er      | 1 500 m | 3 min 37 s 24 |
| 2024 | Championnats du monde en salle | Glasgow | 10e      | 1 500 m | 3 min 40 s 04 |

## Records
| Épreuve | Temps         | Lieu       | Date         |
| ------- | ------------- | ---------- | ------------ |
| 1 500 m | 3 min 35 s 21 | Sollentuna | 13 juin 2021 |